# دیلن بروس
دیلن بروس (انگلیسی: Dylan Bruce؛ زادهٔ ۲۱ آوریل ۱۹۸۰) یک هنرپیشه اهل کانادا است. وی از سال ۲۰۰۵ میلادی تاکنون مشغول فعالیت بوده‌است.